# Градина (Клинавац)
Градина је археолошко налазиште које се налази у месту Клинавац, у општини Клина, на десној страни пута Клина-Ђурђевик. Град је био део средњовековне области Драшковина, ктитор је био Стефан Урош III Дечански, а неимар фра Вита. Сматра се да је период градње 1200/1300. година.
На локалитету су откривени остаци два елипсоидна појаса утврђења, димензија 80х100 метара и оријентације север-југ. На северној страни откривена је кула. Ка југоистоку и северозападу поред остатака средњовековне некрополе откривени су остаци пута. 
Зидови утврђења су од притесаног камена везаног малтером. 